# Thecla phegeus
Thecla phegeus är en fjärilsart som beskrevs av William Chapman Hewitson 1865. Thecla phegeus ingår i släktet Thecla och familjen juvelvingar. Inga underarter finns listade i Catalogue of Life.